# NGC 602
NGC 602 (другое обозначение — ESO 29-SC43) — эмиссионная туманность с рассеянным скоплением в созвездии Южная Гидра.
Этот объект входит в число перечисленных в оригинальной редакции «Нового общего каталога».
Туманность находится за пределами нашей Галактики — в Малом Магеллановом Облаке, которое является карликовой галактикой, находящейся с нами по соседству. Расстояние до туманности составляет около 200 тысяч световых лет.
В 2013 году с помощью данных, полученных с орбитального рентгеновского телескопа Чандра, были получены снимки скопления звёзд, по массе сопоставимых с Солнцем.